# Sågmyra
Sågmyra – miejscowość (tätort) w Szwecji, w regionie administracyjnym (län) Dalarna, w gminie Falun.
Według danych Szwedzkiego Urzędu Statystycznego liczba ludności wyniosła: 552 (31 grudnia 2015), 631 (31 grudnia 2018) i 643 (31 grudnia 2019).